# Juan Fernández-szigetek
A Juan Fernández-szigetek egy szigetcsoport Chile partjaitól nyugatra. Chile különleges jogállású területe. Itt tették partra valaha Alexander Selkirk tengerészt, saját akaratából. Az ő története ihlette Daniel Defoe-t Robinson Crusoe című művének megírására.
A szigeteken található nemzeti park 1994 óta a világörökség javaslati listáján szerepel.

## Szigetek
| Térkép                   | Terület (km²) | Földrajzi koordináták                                         |
| ------------------------ | ------------- | ------------------------------------------------------------- |
| Robinson Crusoe-sziget   | 96,4          | d. sz. 33° 38′ 17″, ny. h. 78° 51′ 37″33.638056°S 78.860278°W |
| Alejandro Selkirk-sziget | 44,6          | d. sz. 33° 45′ 54″, ny. h. 80° 47′ 34″33.765000°S 80.792778°W |
| Santa Clara-sziget       | 2,2           | d. sz. 33° 42′ 30″, ny. h. 78° 56′ 37″33.708333°S 78.943611°W |

## Története
A szigetcsoportot 1574. november 22-én fedezte fel Juan Fernández spanyol tengerész. Peruból hajózott Valparaísóba és eltért tervezett útirányától. Ő nevezte el a szigeteket: Más Afuera, Más a Tierra, Islote de Santa Clara.
A 17. és a 18. században kalózok rejtekhelye volt. Börtöntelepet terveztek ide.  1741 júniusában itt járt George Anson tengernagy szerencsétlen sorsú flottillája déltengeri útján.
A szigetcsoport pontos helyét Alessandro Malaspina határozta meg 1790-ben. Azt megelőzően a térképek különböző helyeken ábrázolták a szigeteket.
1914 végén itt gyülekeztek Maximilian von Spee tengernagy hajói. Innen hajóztak tovább a coroneli csatába, ahol győzelmet arattak a Cristopher Cradock brit tengernagy vezette egység felett. Amikor egy hónappal később a Falkland-szigeteki csatában a brit haditengerészet győzött, az egyetlen azt túlélő német cirkáló, a Dresden üldözői elől ide menekült, végül 1915 elején Más a Tierra közelében rövid csata után elsüllyesztették a brit cirkálók.
1966-ban a chilei kormány átnevezte Isla Más Afuera szigetet Alejandro Selkirk névre, Isla Más pedig Robinson Crusoe lett. A turizmus fellendülését várták ettől. Érdekesség, hogy Alexander Selkirk sohasem tette a lábát Más Afuera szigetre, csak Más a Tierrán járt.
2007. július 30-án egy alkotmányos reform a Juan Fernández-szigetekből és a Húsvét-szigetből Chile különleges területét hozta létre. Mivel a végrehajtásról szóló rendeletek még nem jelentek meg, a szigeteket továbbra is Valparaíso régió egyik önkormányzataként kormányozzák.